# ナウルの地理

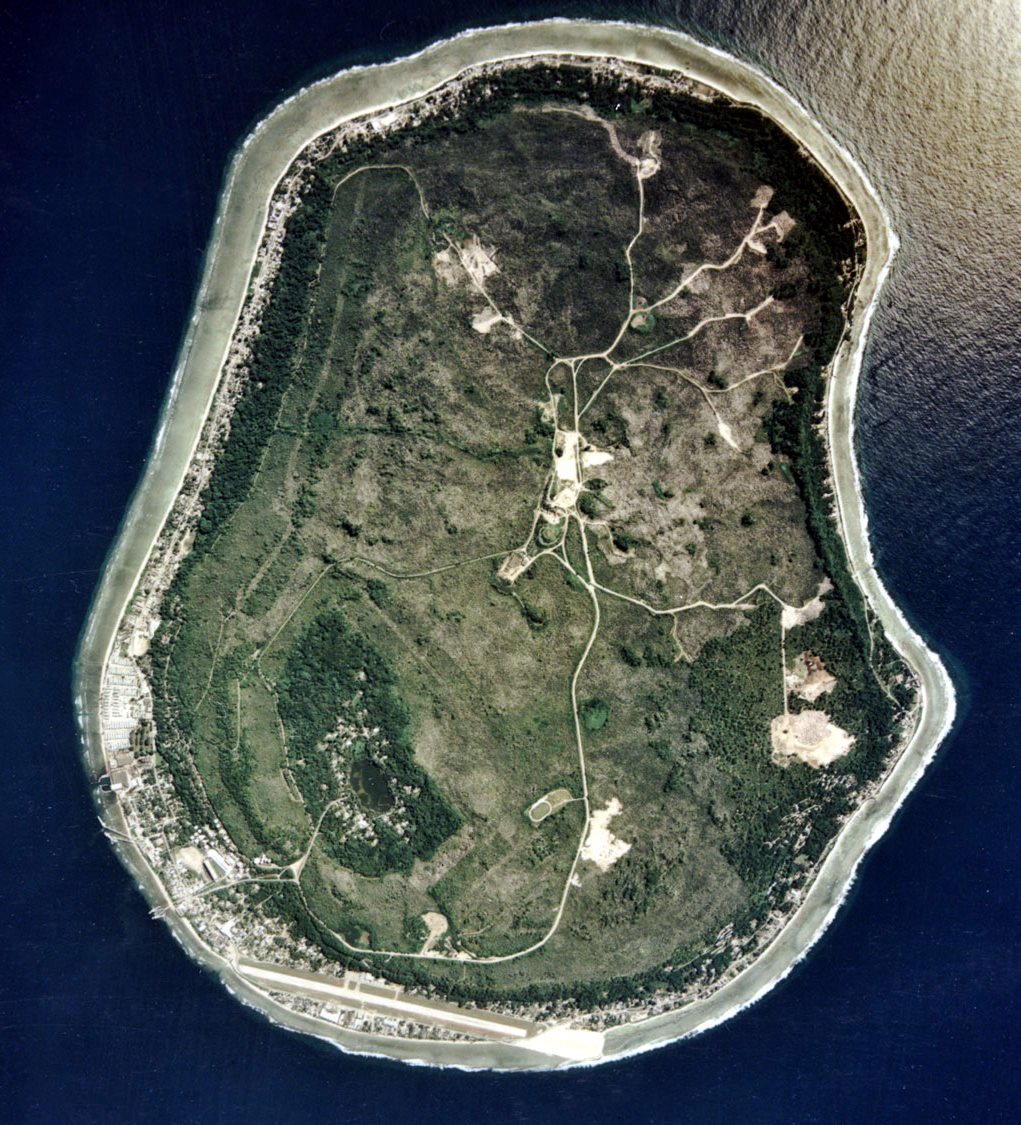
ナウル島の衛星写真

本稿では、ナウルの地理（ナウルのちり）について述べる。

## 位置
ナウル島は南緯0度、東経166度にあり、ソロモン諸島とギルバート諸島の間、バナバ島の西方300km、シドニーの北北東3930kmに位置する。

## 地形

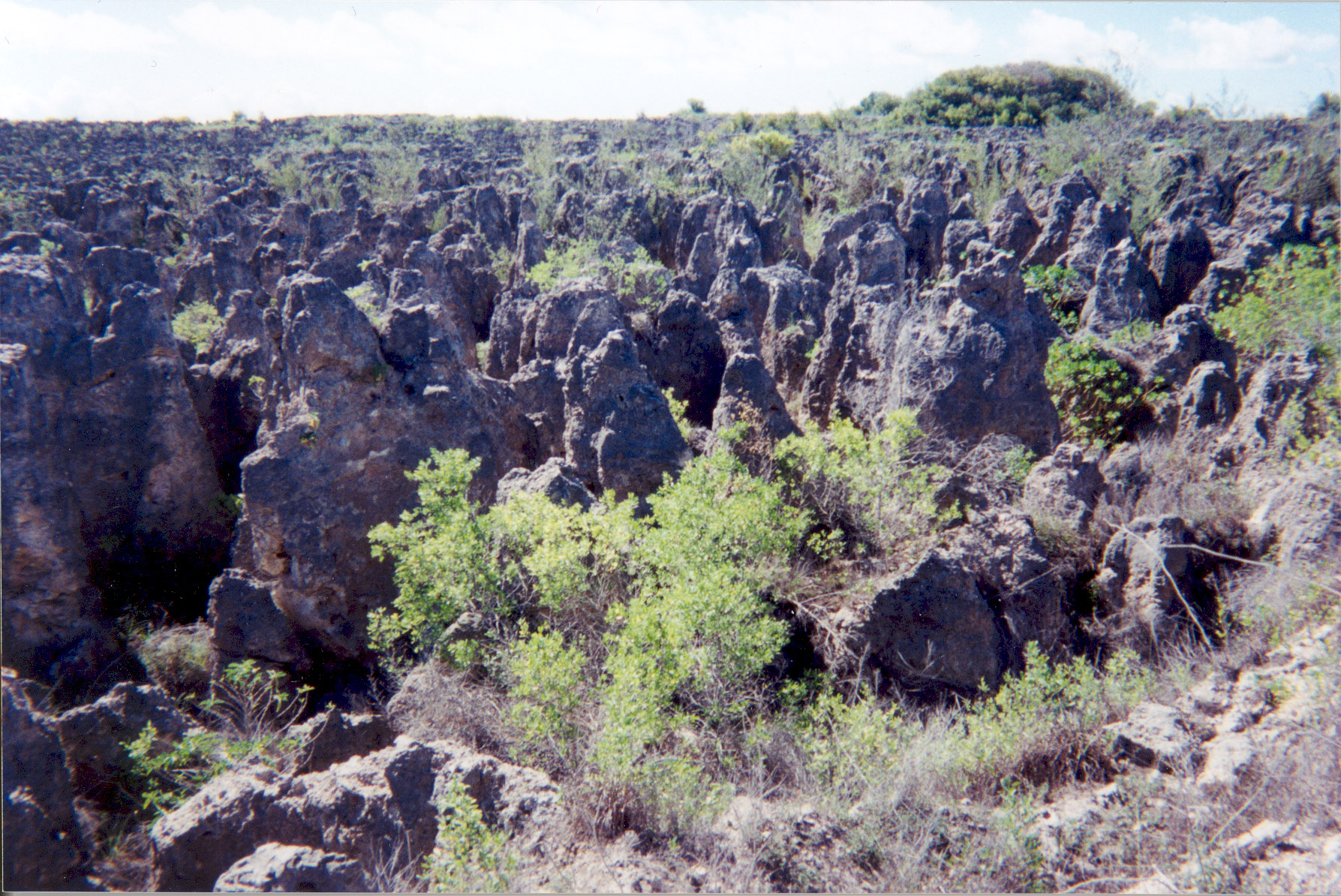
リン鉱石採掘後に残ったピナクル

国土面積は21km2。これは日本の東京都品川区の面積とほぼ同じである。隆起サンゴ礁島で、最高点のコマンド・リッジでも標高が65mと平坦である。周囲は19km。海岸部は幅150-300mのやや肥沃な土地で、その内側は台地となっている。
内陸部のリン鉱石採掘跡が全島の5分の4を占め、屹立した石灰柱（ピナクル）が並んでいる。
主な湖沼として、南東部にブアダ礁湖が、ヤレン近郊に地底湖のモクア井戸がある。

## 環境
サンゴ礁島のため土壌が極端に貧しく、農耕には適していない。
リン鉱石の採掘による環境破壊が深刻である。海岸部では採掘による影響はほとんど無く、ココヤシやパンダナスが育ち、ハイビスカス、プルメリアなど熱帯性の花も咲くものの、他の太平洋の島々と比較すると貧弱である。
多くはないものの、クロアジサシ、アジサシ、グンカンドリなどの海鳥が見られる。周辺の海は魚が豊富で、マグロやカツオが生息する。

## 気候
熱帯海洋性気候で、平均年降水量は2000mmだが年による変動が大きい。気温は年間を通じて24-33°C。湿度は80%前後で、年による変動は小さい。
東からの貿易風による乾季と西からのモンスーンによる雨季（11月-12月）がある。
地下水や塩水性の小さな池を除けば水資源は雨水だけである。